# Аутономне области Кине
Аутономна област (кин: 自治区; пин: Zìzhìqū) је првостепена јединица управне подјеле Народне Републике Кине. Као и покрајине, аутономне области имају своје локалне владе, али аутономне области имају више законодавних права. Аутономна област је мањински ентитет који има већу количину становништва одређене мањинске етничке групе.
Унутрашња Монголија је аутономна област успостављена 1947. године, Синкјанг је постао аутономан 1955, Гуангси и Нингсја 1958. и Тибет 1965. Упостављању Гуангсија и Нингсја као аутономних области Џуанг и Хуи народа, наишло је на жестоке протесте локалних Хан Кинеза, који чине двије трећине ових области. Иако Монголи чине и мањи проценат у Унутрашњој Монголији, Кинески грађански рат им је дао прилику за аутономију.

## Аутономне области
| Етничка мањина | Име на српском                       | Кинески Пинјин                             | Локално име                                                                            | Скраћеница               | Главни град                |
| -------------- | ------------------------------------ | ------------------------------------------ | -------------------------------------------------------------------------------------- | ------------------------ | -------------------------- |
| Ујгури         | Ујгурска аутономна област Синђанг    | 新疆维吾尔自治区 Xīnjiāng Wéiwú'ěr Zìzhìqū | شىنجاڭ ئۇيغۇر ئاپتونوم رايونى ‎ Xinjang Uyĝur Aptonom Rayoni (Ујгурски)                 | 新 Xīn (XUAR)            | Урумћи (乌鲁木齐; ئۈرۈمچی‎) |
| Монголи        | Аутономна област Унутрашња Монголија | 内蒙古自治区 Nèi Měnggǔ Zìzhìqū            | ᠦᠪᠦᠷ ᠮᠣᠩᠭᠤᠯ ᠤᠨ ᠥᠪᠡᠷᠲᠡᠭᠡᠨ ᠵᠠᠰᠠᠬᠣ ᠣᠷᠣᠨ Öbür mongγol-un öbertegen zasaqu orun (Монголски) | 內蒙古 Nèi Měnggǔ (IMAR) | Хохот (呼和浩特; ᠬᠥᠬᠡᠬᠣᠲᠠ) |
| Тибетанци      | Аутономна област Тибет               | 西藏自治区 Xīzàng Zìzhìqū                  | བོད་རང་སྐྱོང་ལྗོངས། Poi Ranggyong Jong (Тибетански)                                          | 藏 Zàng (TAR)            | Ласа (拉萨; ལྷ་ས།)          |
| Хуи            | Хуи аутономна област Нингсја         | 宁夏回族自治区 Níngxià Huízú Zìzhìqū       | (Кинески)                                                                              | 宁 Níng (NHAR)           | Јинчуан (银川)             |
| Џуанг          | Џванг аутономна област Гуангси       | 广西壮族自治区 Guǎngxī Zhuàngzú Zìzhìqū    | Gvangjsih Bouxcuengh Swcigih (Џванг)                                                   | 桂 Guì (GZAR)            | Нанинг (南宁; Namzningz)   |